# Beez Entertainment
Pour les articles homonymes, voir Beez (homonymie).
Beez Entertainment était le nom d'une entreprise française spécialisée dans la vente d'anime japonais. Elle appartenait au groupe Namco Bandai. Son nom correspond à l'acronyme Bandai European Entertainment Zone. Fin 2011, Beez Entertainement ferme ses portes n'ayant pas réussi à faire face à la crise du marché de l'animation.
La société Beez Entertainement (439-566-720) a été radiée du registre du commerce et des sociétés le 3 mai 2012.

## Titres diffusés
- .hack//Legend of the Twilight
- .hack//Roots
- .hack//SIGN
- AIKa
- Candidate for Goddess
- Clamp School Detectives
- Crest of the Stars
- Eureka Seven
- Fantastic Children
- Geneshaft
- Ghost in the Shell: Stand Alone Complex
- Ghost in the Shell: Stand Alone Complex 2nd GIG
- Ghost in the Shell: S.A.C. Solid State Society
- Gunbuster
- Gurren Lagann
- Diebuster ou Gunbuster 2
- Haré + Guu
- Harlock Saga
- Immortal Grand Prix (en) (IGPX)
- Jubei-chan
- Midori Days
- Mobile Suit Gundam 00
- Mobile Suit Gundam 0083 : Le crépuscule de Zeon
- Mobile Suit Gundam F91
- Mobile Suit Gundam : Char contre-attaque
- Mobile Suit Gundam Seed
- Mobile Suit Gundam Seed Destiny
- Gundam Wing
- Mobile Suit Gundam Wing : Endless Waltz
- My-HiME
- Nicky Larson
- Panda-Z
- Planetes
- Saber Marionette J
- s-CRY-ed
- Shamanic Princess
- Spirit of Wonder
- Stratos4
- Sword of the Stranger
- Tokyo Tribe 2
- Witch Hunter Robin
- Wolf's Rain
- Yukikaze

Source